# Сказание о сотворении Богом Адама
Сказа́ние о сотворе́нии Бо́гом Ада́ма — славянский ветхозаветный апокриф, рассказывающий библейскую историю сотворения Богом первого человека Адама. Сказание основано на дуалистическом представлении о мире и по этой причине в создании Адама участвует как Бог, так и дьявол.
Несмотря на то, что Сказание сохранилось в списках XIV (южнославянские списки) и XVII—XVIII (русские списки) веков, исследователи связывают происхождение его текста с болгарской богомильской ересью, возникшей в X веке. Свидетельством этого является сообщение «Повести временных лет», которая под 1071 годом содержит рассказ о волхвах, появившихся в Новгороде, и вкладывает в их речь схожее сказание.

## Сюжет
Согласно Сказанию, Бог создаёт человека не как в Библии «из праха земного», а из восьми различных веществ:

…взяв земли горсть от восьми частей: 1) от земли — тело, 2) от камня — кости, 3) от моря — кровь, 4) от солнца — глаза, 5) от облака — мысли, 6) от света — свет, 7) от ветра — дыхание, 8) от огня — теплоту.

Когда Бог оставил тело Адама, чтобы взять для него глаза от солнца, то дьявол «вымазал его калом, тиной и соплями». Бог отёр это и, смешав со слезами Адама, создал собаку. Когда Бог второй раз оставил тело Адама, чтобы принести ему из горнего Иерусалима дыхание, то дьявол «взял палку и истыкал всего человека Адама и впустил в него семьдесят недугов». После сотворения Адама Бог из его ребра создаёт Еву, и одновременно «предсказал Господь Адаму свою смерть, и распятие, и воскресение».